# Paróca
Paróca (szlovákul: Pravica) község Szlovákiában, a Besztercebányai kerületben, a Nagykürtösi járásban.

## Fekvése
Nagykürtöstől 22 km-re északkeletre fekszik.

## Története
1271-ben "Prochna" néven említik először. 1368-ban "Parocha", 1425-ben "possessio Parowcha" néven szerepel az írott forrásokban. A 16. század végén két falu állt a helyén, Kis- és Nagyparóca, de Kisparóca a 17. század elején elpusztult. 1828-ban parócának 26 háza és 184 lakosa volt. Lakói mezőgazdasággal, állattartással foglalkoztak.
Vályi András szerint „PAROCZA. Parhovjani. Tót falu Nógrád Vármegyében, földes Urai külömbféle Uraságok, lakosai külömbfélék, fekszik Gátsfalvának szomszédságában, mellynek filiája, határja közép termékenységű, vagyonnyai is meg lehetősek, második osztálybéli.”
Fényes Elek szerint „Parocza (Pravicza), a hegyek öblében fekvő tót falu, Nógrád vmegyében, 1 kath., 183 evang. lak. F. u. gr. Forgács család. Ut. p. Losoncz.”
A trianoni békeszerződésig Nógrád vármegye Gácsi járásához tartozott, ezután az új csehszlovák állam része lett. Mezőgazdasági jellegét később is megőrizte.

## Népessége
| Év:            | 1994. | 2004.   | 2014.    | 2024.   |
| -------------- | ----- | ------- | -------- | ------- |
| Emberek száma: | 98    | 106     | 119      | 117     |
| Eltérés:       |       | +8,16 % | +12,26 % | -1,68 % |

| Év:            | 2023. | 2024.   |
| -------------- | ----- | ------- |
| Emberek száma: | 116   | 117     |
| Eltérés:       |       | +0,86 % |

1910-ben 278, túlnyomórészt szlovák lakosa volt.
2001-ben 116 lakosából 113 szlovák volt.
2011-ben 118 lakosából 74 szlovák.